# ㅏ
ㅏ (reviderad romanisering: a, hangul: 아) är den femtonde bokstaven i det koreanska alfabetet. Den är en av tio grundvokaler.